# Austrochaperina blumi
Austrochaperina blumi es una especie  de anfibios de la familia Microhylidae.

## Distribución geográfica
Se encuentra al oeste de la isla de Nueva Guinea (Indonesia)